# Jeneč
Jeneč (mužského rodu: ten Jeneč) je obec v okrese Praha-západ, ležící 4 km na západ od hranic Prahy a 10 km jihovýchodně od Kladna. Jeneč leží při silnici II/606 (dříve I/6), poblíž dálnice D6 z Prahy do Karlových Varů a na železniční trati Praha–Kladno. Žije zde přibližně 1 300 obyvatel. V obci se nachází Národní integrované středisko řízení letového provozu IATCC Praha.
Asi dva kilometry východně od Jenče se nachází osada Jeneček, dříve zvaná Malý Jenč. Ta je dnes ovšem součástí města Hostivice. K Hostivici tradičně školou a farností připadá i samotný Jeneč.

## Historie
Jméno obce je staročeská varianta jména Jan. Z 13. století, kdy je obec poprvé doložena, se označovala také „Jens“ či „Genese“.
Původně zde stávaly dvě tvrze a několik samostatných dvorů, takže jednotlivé části obce mohly patřit různým majitelům. K roku 1239 je zde doloženo vlastnické právo kladrubského kláštera. Za Přemysla Otakara II. se v celé oblasti od Hostivice až po Unhošť usazují malostranští měšťané, kteří zde kácejí lesy a vzdělávají půdu.

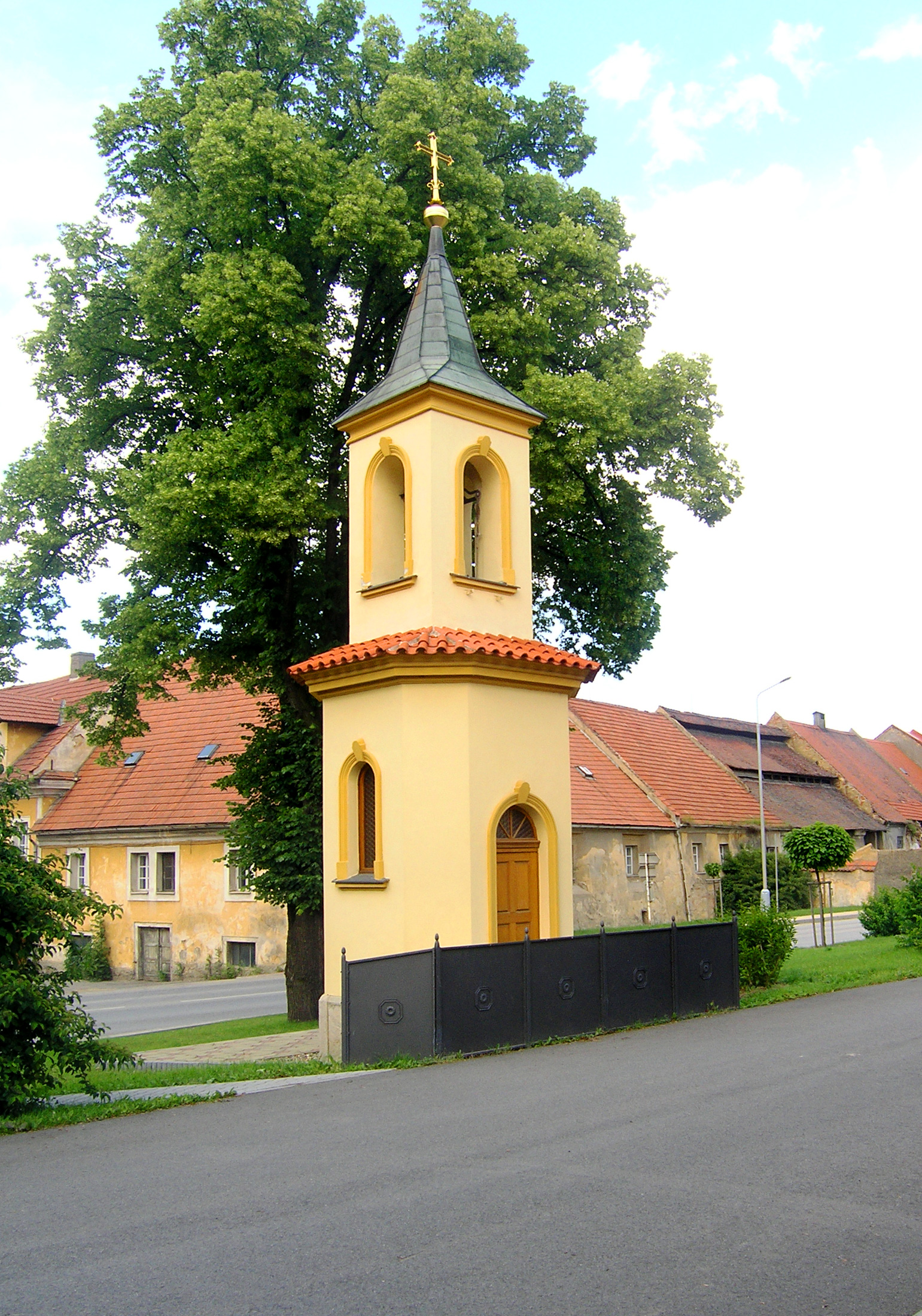
Zvonice na návsi

V Jenči se během staletí střídali různí majitelé. Šebestyán Plánský ze Seeberku scelil v polovině 16. století vlastnictví jednotlivých částí obce a Jeneč měla od té doby jediného vlastníka. I nadále se však majitelé střídali až v devatenáctém století se panství stalo osobním vlastnictvím panující habsburské rodiny. V roce 1918 byl poslednímu rakouskému císaři Karlu I. majetek československou vládou konfiskován a zestátněn.
Na pozemcích potom po většinu dvacátého století hospodařil státní statek jako nejdůležitější místní zaměstnavatel. Obec si tak zachovala až do nedávna převážně agrární ráz. Statek byl privatizován v 90. letech 20. století.
Dnes se ovšem Jeneč stále více stává hospodářským a sídelním předpolím Prahy. Dobré spojení a relativně levná půda jsou předpoklady dalších intenzivních změn. Plánuje se stavba hospodářské zóny. Historie Jenči nezanechala prakticky žádné významné památky. Nejzajímavější budovou je bývalý státní statek s barokním průčelím, a dále bývalá pošta a zvonička.

### Územněsprávní začlenění
Dějiny územněsprávního začleňování zahrnují období od roku 1850 do současnosti. V chronologickém přehledu je uvedena územně administrativní příslušnost obce v roce, kdy ke změně došlo:
- 1850 země česká, kraj Praha, politický okres Smíchov, soudní okres Unhošť[4]
- 1855 země česká, kraj Praha, soudní okres Unhošť
- 1868 země česká, politický okres Smíchov, soudní okres Unhošť
- 1893 země česká, politický okres Kladno, soudní okres Unhošť[5]
- 1939 země česká, Oberlandrat Kladno, politický okres Kladno, soudní okres Unhošť[6]
- 1942 země česká, Oberlandrat Praha, politický okres Kladno, soudní okres Unhošť[7]
- 1945 země česká, správní okres Kladno, soudní okres Unhošť[8]
- 1949 Pražský kraj, okres Praha-západ[9]
- 1960 Středočeský kraj, okres Praha-západ
- 2003 Středočeský kraj, obec s rozšířenou působností Černošice

### Rok 1932
V obci Jeneč (1500 obyvatel, poštovní úřad, telegrafní úřad, četnická stanice) byly v roce 1932 evidovány tyto živnosti a obchody: biograf Sokol, výroba cementového zboží, obchod s dobytkem, 2 holiči, hospodářské družstvo pro zužitkování pražských odpadků, kolář, 6 hostinců, konsum Včela, kovář, krejčí, lom, mlýn, 2 obuvníci, 2 pekaři, pila, obchod s lahvovým pivem, pivovar, 2 povozníci, 9 rolníků, 4 řezníci, 2 sedláři, 5 obchodů se smíšeným zbožím, stavitel, obchod se střižním zbožím, 2 švadleny, 2 trafiky, truhlář, 2 obchody s uhlím, státní velkostatek.

## Obyvatelstvo

### Počet obyvatel
Počet obyvatel je uváděn za Jeneč podle výsledků sčítání lidu včetně místních části, které k nim v konkrétní době patří. Je patrné, že stejně jako v jiných menších obcích Česka počet obyvatel v posledních letech roste. V celé jenečské aglomeraci nicméně žije necelých 2 tisíce obyvatel.
| 1869 | 1880 | 1890  | 1900  | 1910  | 1921  | 1930  | 1950  | 1961  | 1970  | 1980  | 1991  | 2001  | 2011  |
| ---- | ---- | ----- | ----- | ----- | ----- | ----- | ----- | ----- | ----- | ----- | ----- | ----- | ----- |
| 753  | 925  | 1 053 | 1 046 | 1 024 | 1 166 | 1 498 | 1 376 | 1 350 | 1 314 | 1 178 | 1 049 | 1 061 | 1 285 |

| 1869 | 1880 | 1890 | 1900 | 1910 | 1921 | 1930 | 1950 | 1961 | 1970 | 1980 | 1991 | 2001 | 2011 |
| ---- | ---- | ---- | ---- | ---- | ---- | ---- | ---- | ---- | ---- | ---- | ---- | ---- | ---- |
| 92   | 99   | 108  | 117  | 124  | 137  | 213  | 275  | 280  | 297  | 293  | 319  | 327  | 401  |

## Doprava
Dopravní síť
- Pozemní komunikace – Obcí prochází silnice II/606 Praha Střešovice - D0/D6 - Hostivice - Jeneč - Pavlov.

- Železnice – Obec leží na železniční trati 120 Praha - Kladno - Rakovník, na které je u obce železniční stanice Jeneč, a na trati 121 Hostivice - Podlešín se zastávkou Jeneč zastávka. Železniční trať 120 Praha - Kladno - Rakovník je jednokolejná celostátní trať, doprava z Prahy do Kladna byla zahájena roku 1863. Železniční trať 121 Hostivice - Středokluky - Podlešín je jednokolejná celostátní trať, v úseku Jeneč - Středokluky byla zbudována přeložka kolem letiště Ruzyně s uvedením do provozu roku 1966.
- Letecká doprava – V roce 2007 bylo v Jenči zprovozněno oblastní středisko řízení letového provozu.

Veřejná doprava 2011
- Autobusová doprava – Z obce vedly autobusové linky např. do těchto cílů: Křivoklát, Nové Strašecí, Praha, Rakovník, Řevničov, Unhošť.

- Železniční doprava – Po trati 120 vede linka S5 (Praha - Kladno) a R5 (Praha - Kladno - Rakovník) v rámci pražského systému Esko. V železniční stanici Jeneč na tratí 120 jezdilo v pracovních dnech 4 páry spěšných vlaků a 21 párů osobních vlaků, o víkendu 20 párů osobních vlaků. V železniční zastávce Jeneč zastávka po trati 121 jezdily v létě 2 páry osobních vlaků o sobotách a nedělích z Prahy do Slaného.

## Další fotografie

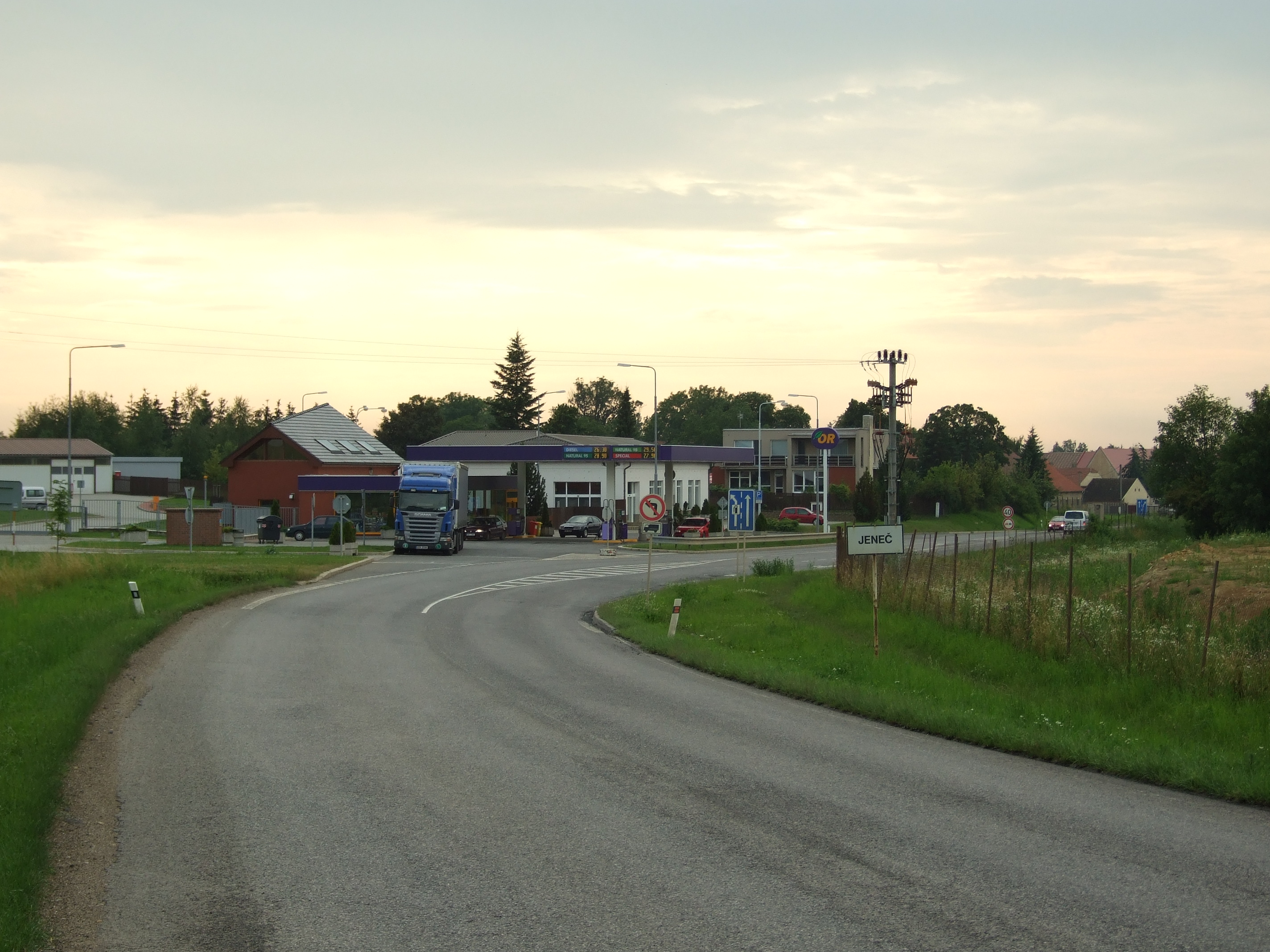
Příjezd do obce od Prahy
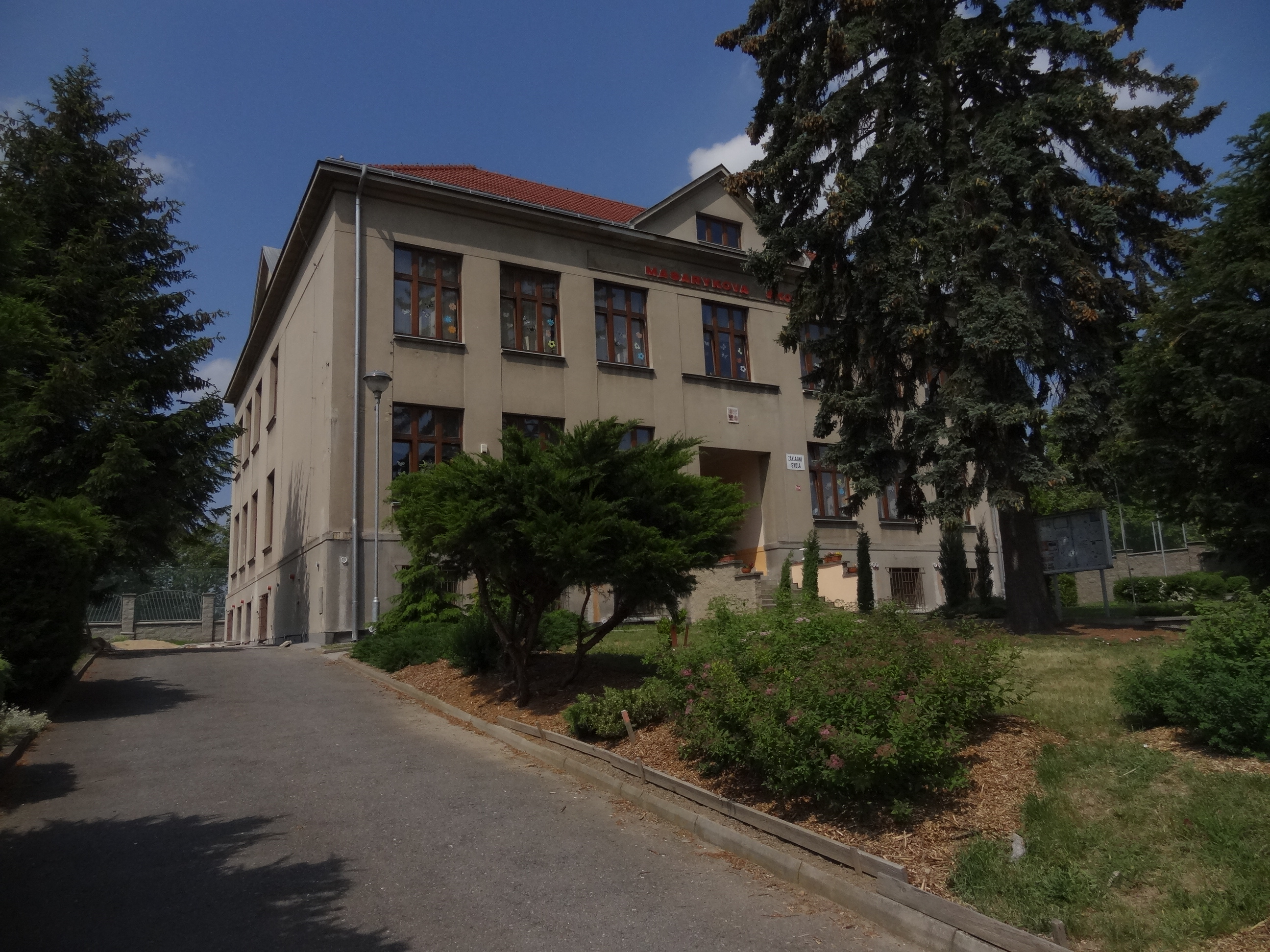
Masarykova škola
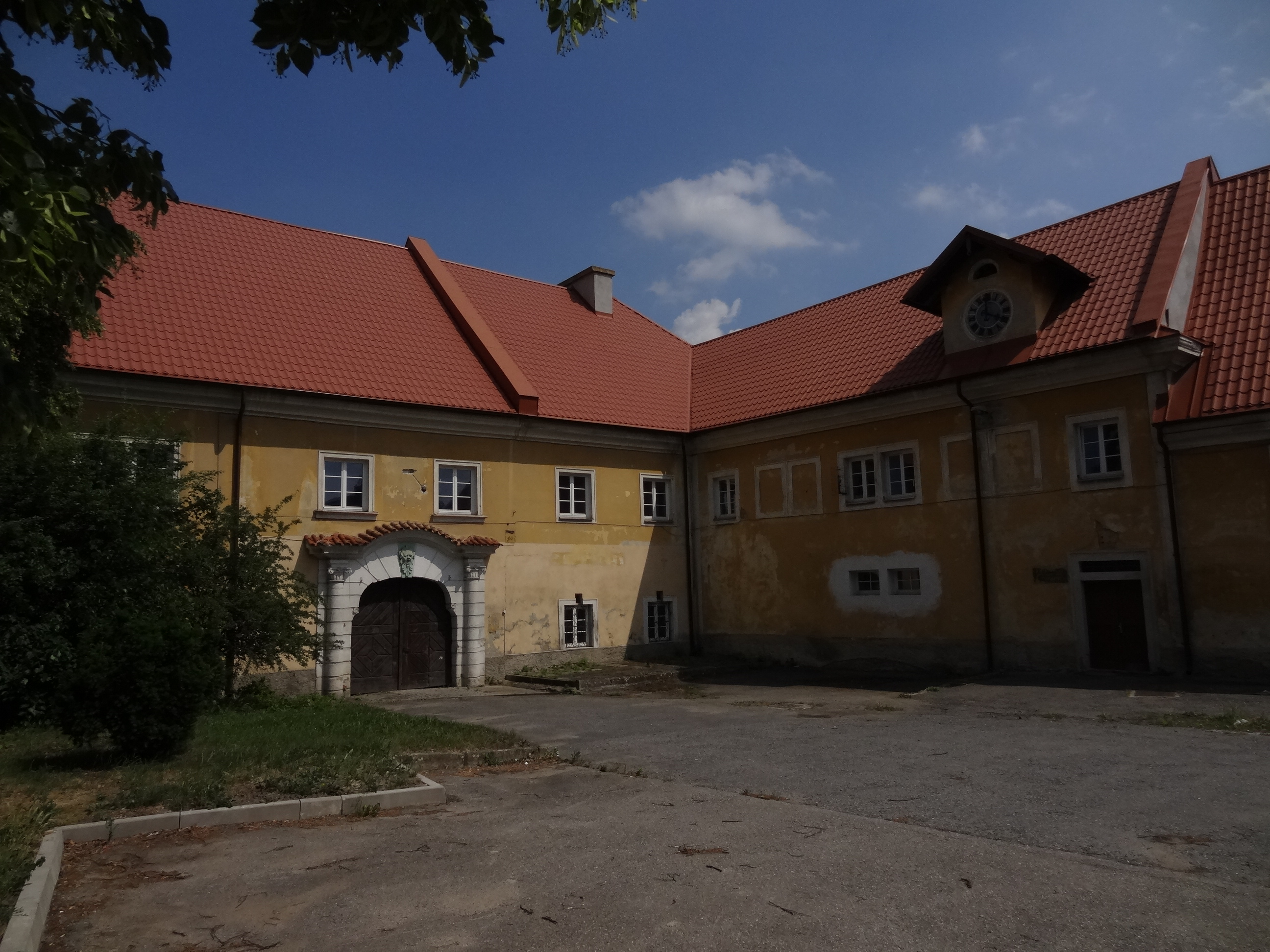
Památkově chráněný hospodářský dvůr v Karlovarské ulici
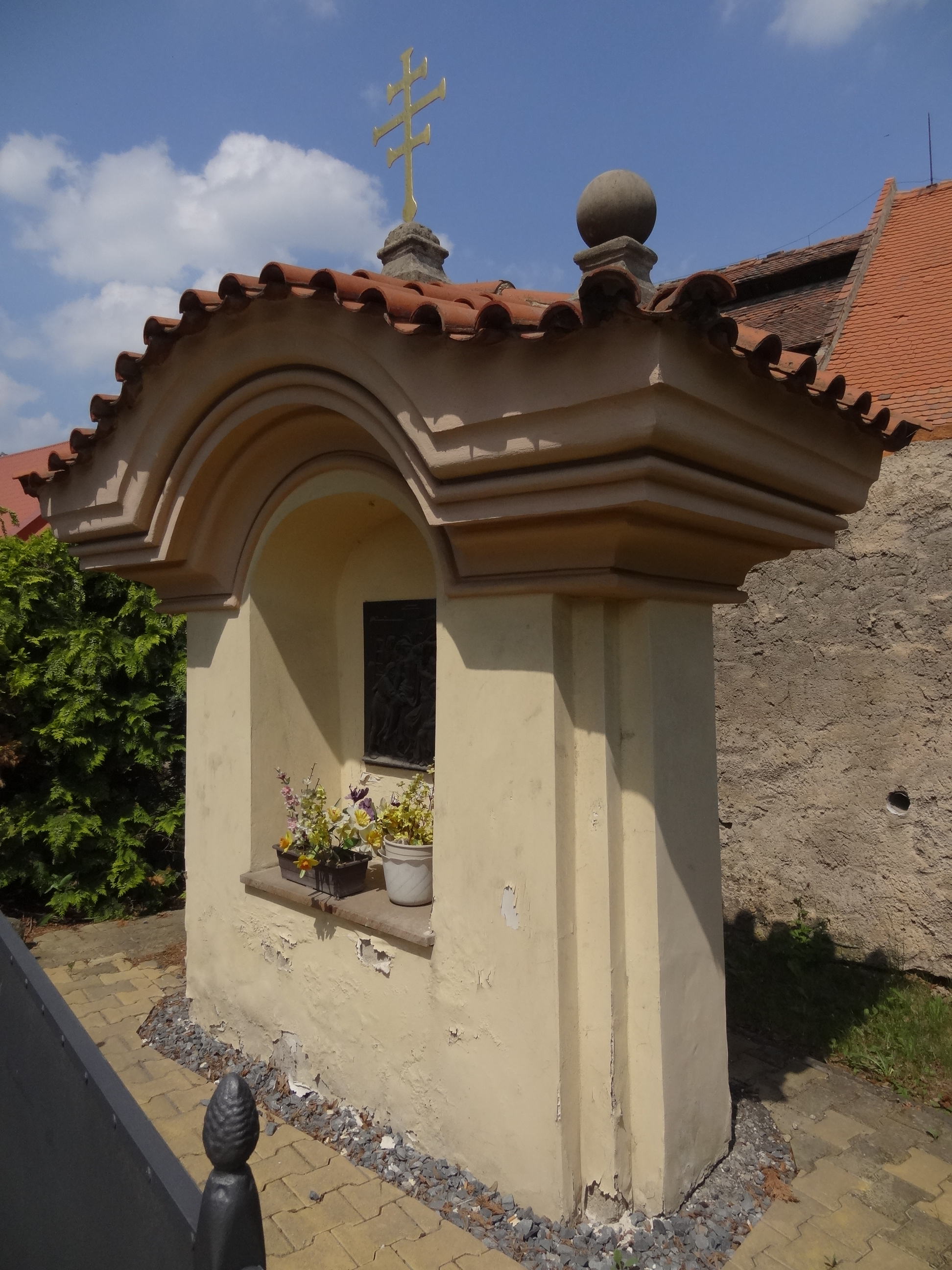
Výklenková kaple v Karlovarské ulici
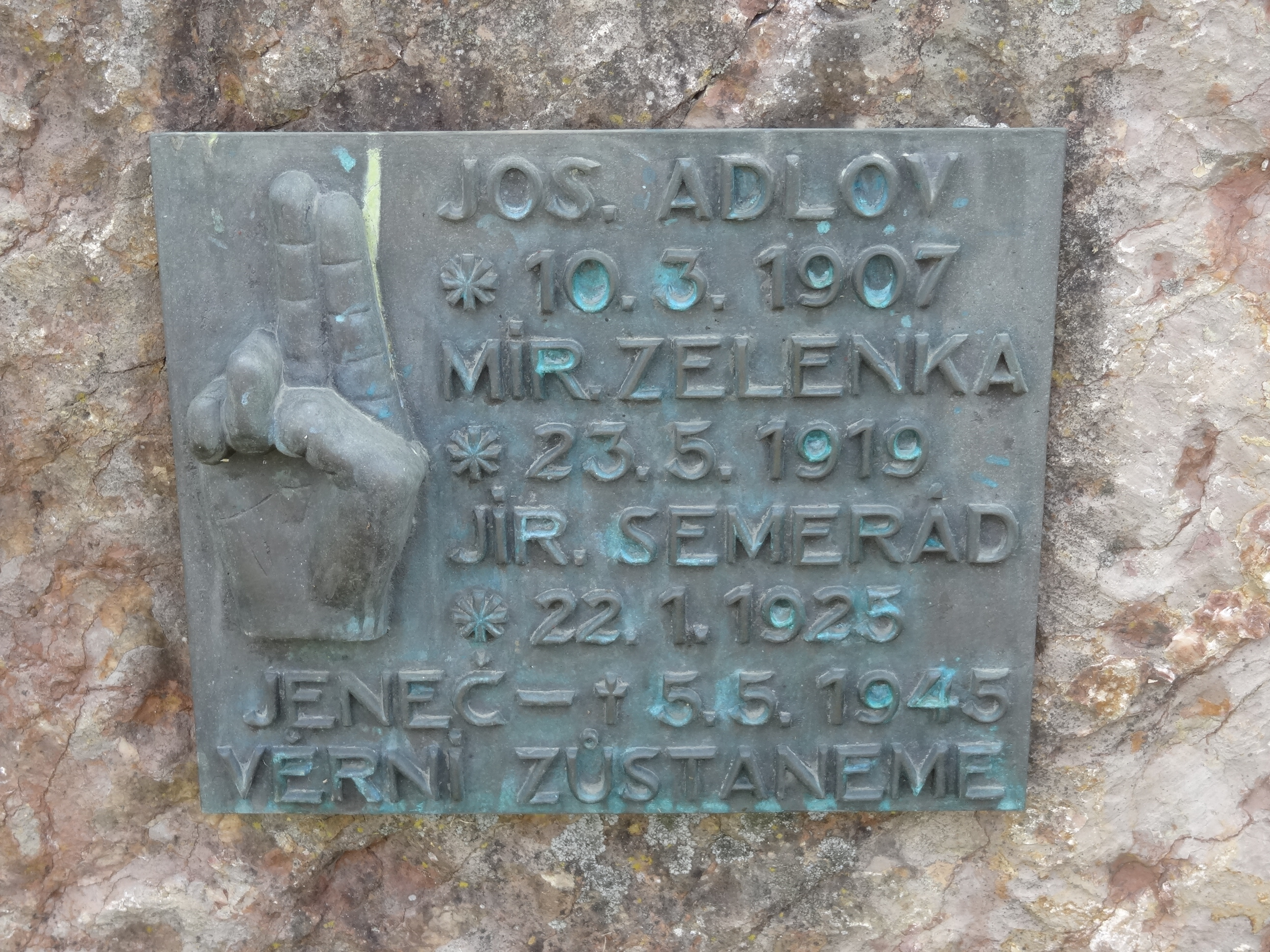
Detail pomníku obětem 2. světové války v Lidické ulici
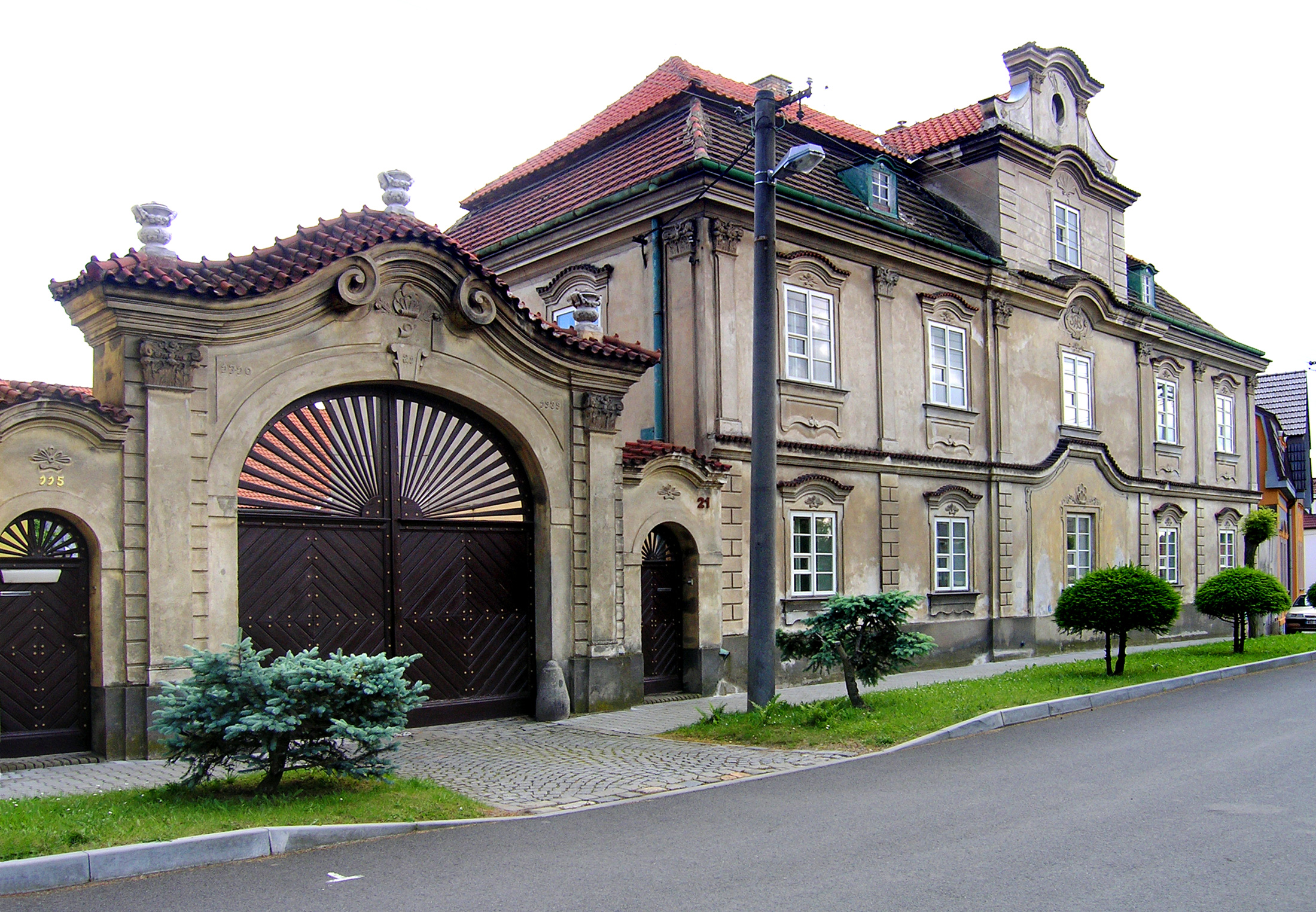
Barokní poštovní stanice na návsi
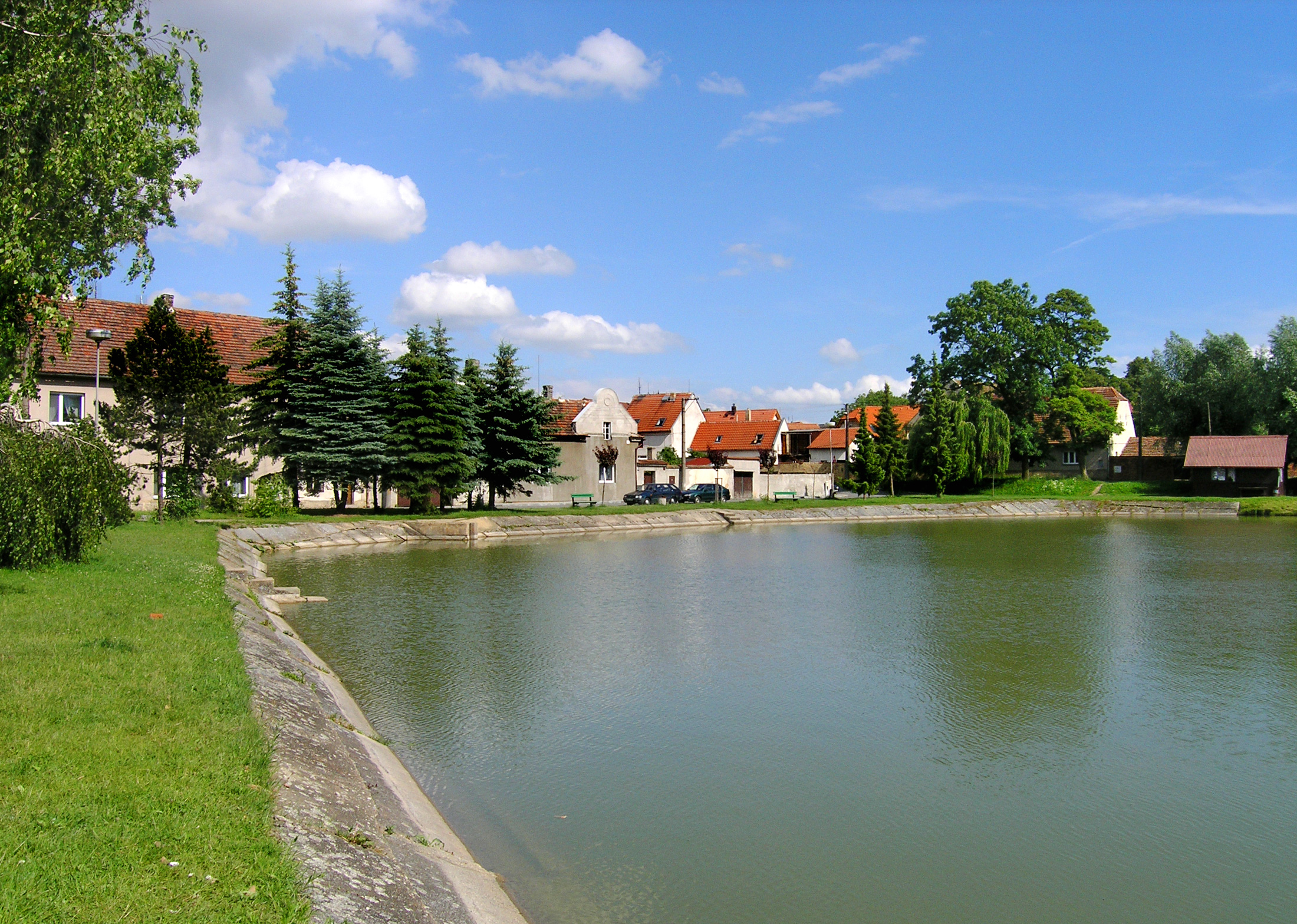
Rybník v obci